# Amal Hamrouni
Amal Hamrouni (født 16. juni 1995) er en tunesisk håndboldspiller, der spiller for La Roche-sur-Yon Vendée handball og Tunesiens kvindehåndboldlandshold. Hun blev turneringens topscorer ved Afrikamesterskabet 2016 i Angola.
Hun har repræsenteret Tunesiens landshold ved VM 2015 i Danmark, VM 2017 i Tyskland og VM 2021 i Spanien
Hun var med til vinde sølv ved Afrikamesterskabet 2016 i Luanda og bronze i 2016 i Yaoundé.